# Sicherungsringzange

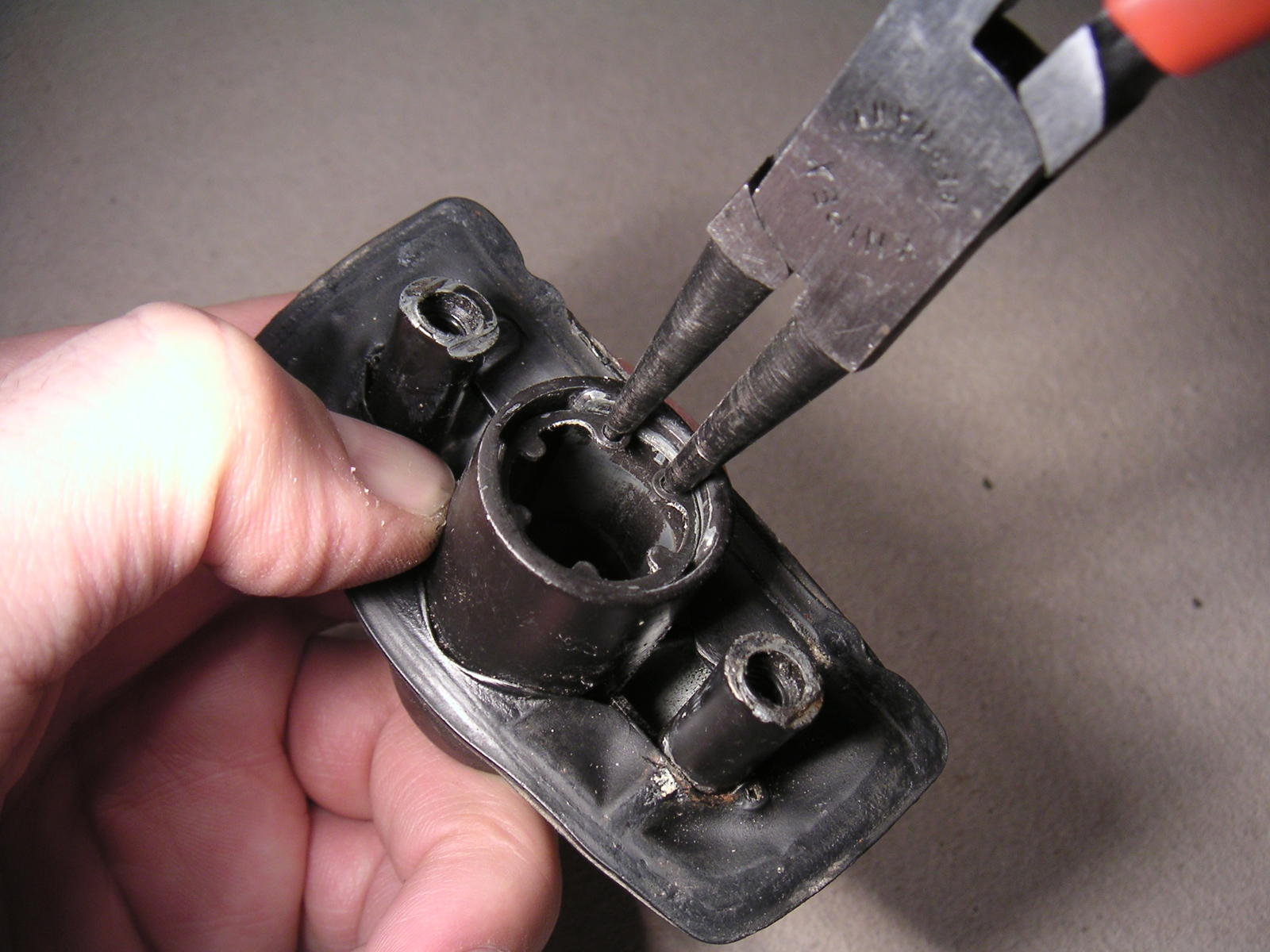
Einsetzen eines Sicherungsrings in die entsprechende Nut bei einer Bohrung

Die Sicherungsringzange, auch Seegerringzange genannt, ist eine spezielle Zange, um Sprengringe bzw. Sicherungsringe auf Wellen oder in Bohrungen zu montieren. Es gibt zwei Typen von Sicherungsringzangen:
in Bohrungen
Zum einen werden Sicherungs- bzw. Sprengringe für Bohrungen mit einer Sicherungsringzange angebracht, die beim Einsatz die Enden des Sicherungsrings zusammendrücken. Auch als Innensicherungsring bezeichnet.
auf Wellen
Bei dem anderen Fall des Sprengrings auf einer Welle kommt eine Spreizzange zum Einsatz. Dabei wird der Sicherungsring außen an der Welle in die dafür vorgesehene Nut eingebracht und bei der Montage auseinandergespreizt.
Die vorderen Enden der Sicherungsringzange sind in aller Regel rund und können Rillen in Längsrichtung haben.

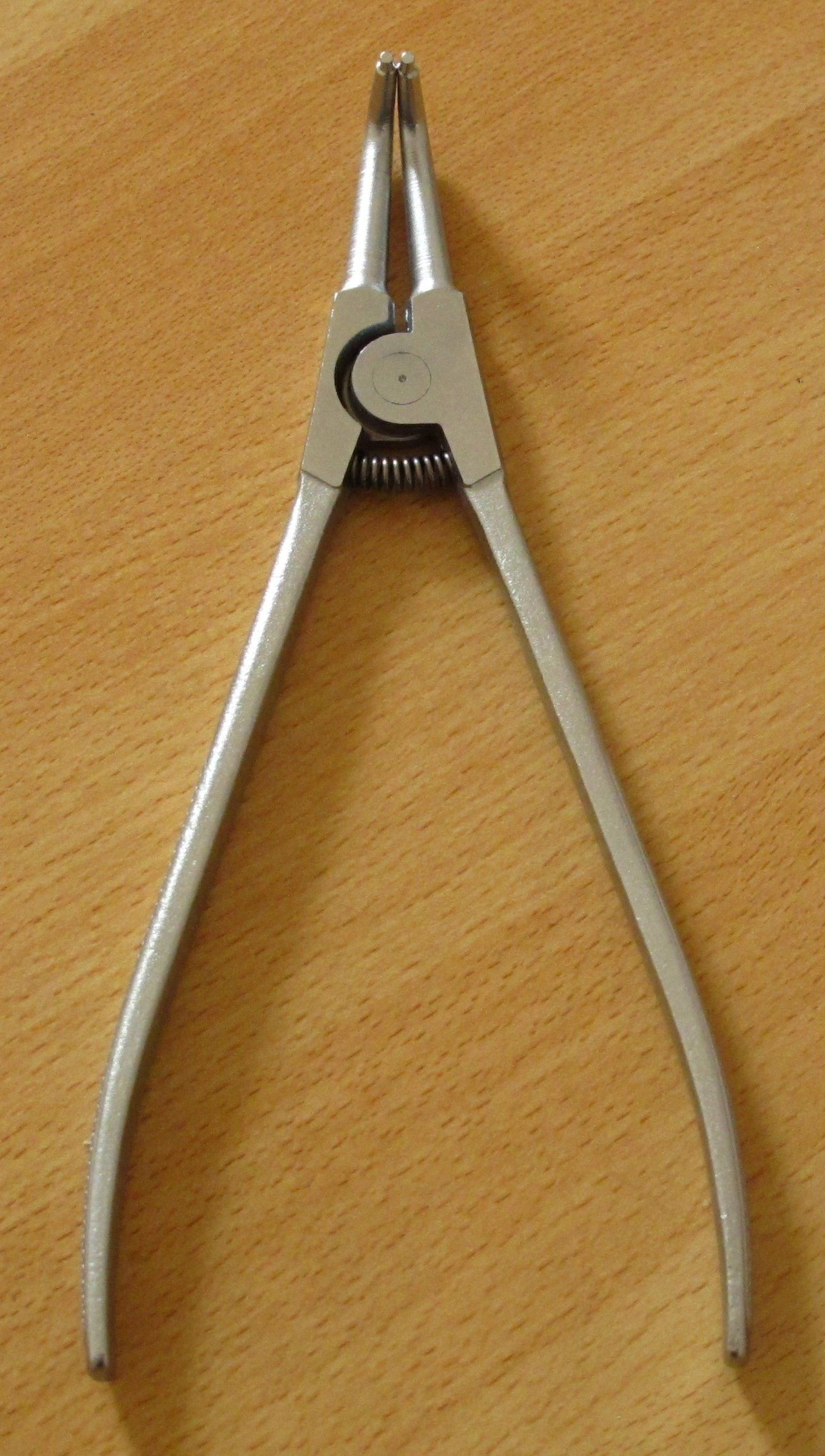
Sicherungsringzange (Spreizzange) in gewinkelter Ausführung zur Montage von Wellen-Sicherungsringen.
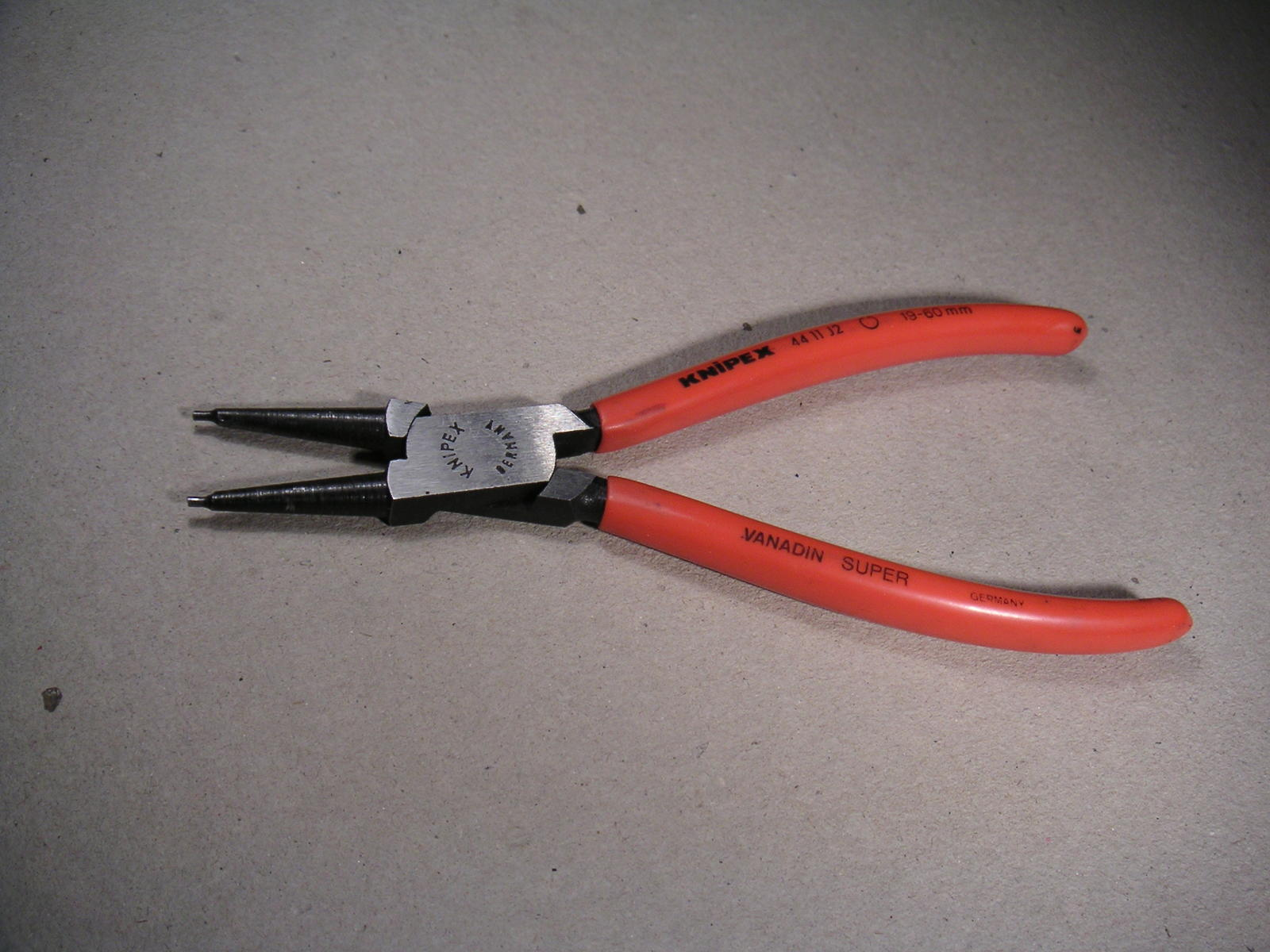
Sicherungsringzange zur Montage von Sicherungsringen in Bohrungen (Innen-Sicherungsringe).